# Automobiles O. P.
Automobiles O. P. war ein französischer Hersteller von Automobilen.

## Unternehmensgeschichte
Das Unternehmen aus Levallois-Perret begann 1921 mit der Produktion von Automobilen. Die Markennamen lauteten OP und Phrixus. 1924 endete die Produktion.

## Fahrzeuge
Im Angebot standen zwei Kleinwagenmodelle. Im kleineren Modell (gebaut von 1922 bis 1923) sorgte ein Einbaumotoren von Chapuis-Dornier mit 898 cm³ Hubraum  (Bohrung × Hub 58 × 85 mm) für den Antrieb, der Radstand betrug 2,30 m. Das Getriebe verfügte über drei Gänge. Das größere Modell, gebaut 1924, hatte einen Motor mit OHV-Ventilsteuerung und 1095 cm³ Hubraum (Bohrung × Hub 55 × 115 mm). Der Radstand betrug jetzt 2,40 m. Hier fand ein Friktions- bzw. Reibradgetriebe Verwendung.